# 青雲站
青雲站（英語：Tsing Wun Stop），前名龍門站、工業學院站，是香港輕鐵的車站之一，代號050，屬單程車票第2收費區，共有2個月台，共有3條輕鐵路線途經此站，此站處於青雲路近香港專業教育學院屯門分校外。

## 車站結構

### 車站樓層
| 地面              | 出口 | 香港專業教育學院屯門分校 |   |  |
| 地面              | 月台 | \| 側式 · 開左邊车门 \| \| \| \| \| \| \| \| 輕鐵610綫往元朗（鳴琴） 輕鐵615綫往元朗（鳴琴） 輕鐵615P綫往兆康（鳴琴） \| 1 \| \| \| \| 2 \| 輕鐵610綫往屯門碼頭（青山村） 輕鐵615綫往屯門碼頭（青山村） 輕鐵615P綫往屯門碼頭（青山村） \| \| \| \| 側式 · 開左邊车门 \| \| \| \| \| |   |  |
| 地面              | 出口 | 青雲路 |   |  |
| 側式 · 開左邊车门 |      | |   |  |
|                   |      | 輕鐵610綫往元朗（鳴琴） 輕鐵615綫往元朗（鳴琴） 輕鐵615P綫往兆康（鳴琴） | 1 |  |
|                   | 2    | 輕鐵610綫往屯門碼頭（青山村） 輕鐵615綫往屯門碼頭（青山村） 輕鐵615P綫往屯門碼頭（青山村） |   |  |
| 側式 · 開左邊车门 |      | |   |  |

### 車站月台
- 設有行人天橋橫過鳴琴路

## 車站周邊
- 香港專業教育學院屯門分校
- 楊小坑
- 聖彼得堂
- 屯門工廠區( 吉田大廈/屯門政府儲物中心)
- 99COMMONS
- 楊小坑錦簇花園
- 圓覺禪院

## 歷史
青雲站在輕鐵通車時稱為龍門站，後來因旁邊道路由龍門路改稱鳴琴路，但由於已有鳴琴站，因而在1989年2月5日起改稱為工業學院站（英語：Technical Institute，得名自旁邊的「屯門工業學院」）；屯門工業學院後來於1999年改名為「香港專業教育學院屯門分校」，因此在2003年8月1日再改名為青雲站（得名自旁邊的青雲路）。

## 外部連結
- 港鐵公司 - 輕鐵及巴士服務 - 輕鐵街道圖（页面存档备份，存于）
- 港鐵公司 - 輕鐵及巴士服務 - 輕鐵行車時間表 （页面存档备份，存于）